# Nothing Phone 3
Nothing Phone (3) — смартфон, розроблений компанією Nothing. Був представлений 2 липня 2025 року і є наступником Phone (2).

## Дизайн
Передня частина виконана зі скла Corning Gorilla Glass 7i, рамка — з алюмінію, а задня частина — з прозорого скла. Також присутній захист по стандарту IP68.
Phone (3), на відміну від інших смартфонів Nothing, не має LED-стрічок інтерфейсу ґліфів, а натомість використовує монохромну LED-матрицю під назвою «Ґліф-матриця» (англ. Glyph Matrix).
Знизу знаходяться слот під 2 SIM-картки, мікрофон, роз'єм USB-C і динамік, зверху — додатковий мікрофон та динамік, зліва — кнопки регулювання гучності, а справа — кнопка блокування та Essential Key. Ззаду знаходяться три об'єктиви камери, LED-спалах, Ґліф-матриця і чутлива до натиску кнопка за допомогою якої можна керувати Ґліф-матрицею.
Phone (3) доступний в білому та чорному варіантах кольорів.

## Технічні характеристики

### Платформа
Phone (3) отримав субфлагманську SoC Qualcomm Snapdragon 8s Gen 4 з GPU Adreno 825.

### Батарея
Пристрій має літій-іонний акумулятор (Li-Ion) на 5500 мА·год з кремній-вуглицевим анодом (Si/C), що дозволило збільшити об'єм акумулятор при цьому не збільшуючи його розміри. На всіх ринках окрім індійського об'єм акумулятора програмно обмежений до 5150 мА·год, аби смартфон відповідав місцевим регулюванням. Також присутня підтримка швидкої зарядки потужністю до 65 Вт, бездротової зарядки стандарту Qi до 15 Вт, реверсивної зарядки до 7,5 Вт та бездротової реверсивної зарядки до 5 Вт.

### Камера
Phone (3) отримав основну потрійну камеру із ширококутним об'єктивом на 50 Мп з діафрагмою f/1.7, фазовим автофокусом та оптичною стабілізацією зображення і надширококутним об'єктивом на 50 Мп з діафрагмою f/2.2, кутом огляду 114° і автофокусом. Також смартфон отримав ширококутну передню камеру Sony IMX615 на 50 Мп з діафрагмою f/2.2.
Основна та передня камери вміють записувати відео в роздільній здатності 4K@60fps.

### Екран
Смартфон отримав 6,67-дюймовий OLED-дисплей з роздільною здатністю 2800 × 1260, співвідношенням сторін 20:9, щільністю пікселів 460 ppi, частотою оновлення 120 Гц, підтримкою технології HDR10+ та круглим вирізом під фронтальну камеру, розміщеним зверху в центрі. Також під дисплей вбудовано оптичний сканер відбитків пальців.

### Звук
Пристрій отримав стереодиниаміки, де роль другого динаміка виконує розмовний динамік.

### Пам'ять
Phone (2) доступний в конфігураціях 12/256 та 16/512 ГБ. Пристрій використовує оперативну пам'ять типу LPDDR5X та постійну типу UFS 4.0.